# قناص 3
القناص 3 (بالإنجليزية: Sniper 3)‏ هو فيلم فيلم حركة أمريكي أنتج عام 2004 من بطولة توم بيرينجر، بايرون مان، دينيس أرندت [الإنجليزية] و جون دومان. أخرجه بيسكي [الإنجليزية]، وهو تكملة لفيلم 2002 قناص 2 وهو الدفعة الثالثة في سلسلة أفلام القناص [الإنجليزية].

## القصة
تم تعيين القناص توماس بيكيت (توم بيرينجر) من قبل مسؤولي وكالة الأمن القومي ويليام أفيري (دينيس أرندت) وريتشارد أديس (ويليام دافي) لإجراء عملية سرية للقضاء على زعيم إرهابي مشتبه به في جمهورية فيتنام الشعبية كان يقدم الدعم للجماعة الإسلامية.
تبين أن زعيم الحرب هو صديق ميت ورفيق حرب لبيكيت، بول فينيغان (جون دومان). نظرًا لأنه ينظر إلى المهمة على أنها مهمة شخصية للغاية، فإن بيكيت يطالبه بإجراء المهمة بمفرده، دون مراقب. تبين أن الغرض الحقيقي من المهمة هو شيء آخر غير ما قيل لبيكيت.
يبدأ بيكيت في الشك في أن دوافع أصحاب العمل ليست كما زعموا بعد تعرضه للقنص المضاد بعد محاولته اغتيال فينيجان. يقوم بيكيت بمهمة خاصة به للوصول إلى جوهر اللغز، بما في ذلك الهروب من القبض عليه من قبل الشرطة الفيتنامية، والعمل مع عميل الشرطة الفيتنامية المعين من وكالة الأمن القومي كوان (بايرون مان) واستخدام تدريبه العسكري للبحث عن فينيجان.
بشكل عام، تركز الحبكة على الخيانة الحكومية وما ينتج عنها من مشاعر خيبة الأمل.

## الممثلين
- توم بيرينجر دور الرقيب المدفعي توم بيكيت
- دينيس أرندت مدير وكالة المخابرات المركزية بيل أفيري
- بايرون مان بدور المخبر كوان
- جون دومان مثل بول فين فينيجان/الملك كوبرا
- تروي وينبوش بدور كابتن لارابي
- جينيتا أرنيت بدور سيدني «سيد» فينيجان
- كين ستروتكر في دور نيل فينيغان ، ابن فين وسيد
- زكي روبنشتاين في دور جوسلين فينيجان
- وليام دافي في منصب نائب مدير وكالة المخابرات المركزية ريتشارد أديس
- نورمان فيراتوم بدور النقيب خان تشوي
- أنوب فارابانيا بدور النقيب توك
- دوم هيتراكول دور تشو

## روابط خارجية
- قناص 3 على موقع IMDb (الإنجليزية)
- قناص 3 على موقع ألو سيني (الفرنسية)
- قناص 3 على موقع Turner Classic Movies (الإنجليزية)
- قناص 3 على موقع أول موفي (الإنجليزية)
- قناص 3 على موقع قاعدة بيانات الفيلم (الإنجليزية)
- قناص 3 على موقع ليتربوكسد (الإنجليزية)
- قناص 3 على موقع كينوبويسك (الروسية)